# 中新宿冨士浅間神社
中新宿冨士浅間神社（なかしんじゅくふじせんげんじんじゃ）は、千葉県柏市の神社。

## 歴史
創建年代は不明である。ただ500年前から存在しているとしている。言い伝えによれば、はるか昔に金像を発掘した。その地形が富士山に似ているとされたことから、この金像を神体とする神社を創建した。
当社の境内には、「掘出の池」という池があり、境内社として「厳島神社」が設けられている。他にも、1902年（明治35年）に境内に移設した「天神社」もある。

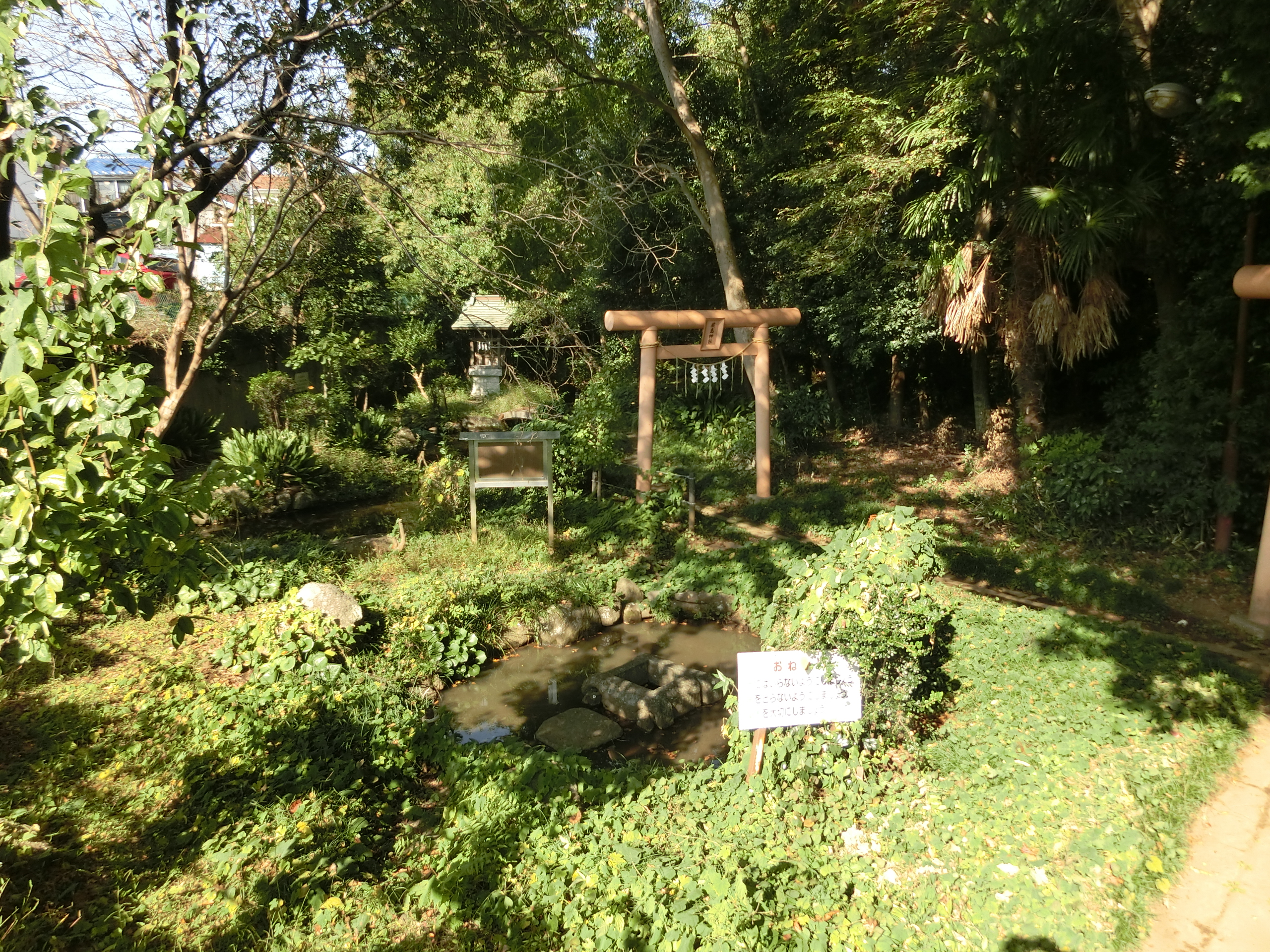
境内の池と厳島神社

## 交通アクセス
- 路線バス中新宿停留所より徒歩4分。